# Enlli
Enlli (anglicky Bardsey) je ostrov ležící 3,1 kilometru od poloostrova Llŷn v hrabství Gwynedd v severním Walesu. Ostrov je jeden kilometr široký a 1,6 kilometru dlouhý. Na severozápadní straně strmě stoupá od moře do výšky 167 metrů na Mynydd Enlli. Západní číst je naopak velmi nízká a nachází se zde obdělatelná půda. Na jihu se nachází šíje, která ostrov spojuje s poloostrovem. Od roku 1974 ostrov patří k obci Aberdaron. Jeho plochá činí přibližně 206 hektarů a jde o čtvrtý největší velšský ostrov.
Ostrov byl významným náboženským místem od dob, kdy zde v roce 516 postavil svatý Cadfan klášter. Ve středověku šlo o významné poutní místo a počínaje rokem 1212 zde byla pravidelně pořádána pouť augustiniských kanovníků. V roce 1537 byl klášter zrušen a jeho budovy Jindřichem VIII. zbořeny. Ostrov však nadále zůstal poutním místem. Ostrov je znám pro své zastoupení divoké zvěře a drsné scenérie. V roce 1953 zde byla založena observatoř pro pozorování ptactva a to především kvůli své poloze, která se nachází na důležité migrační trase ptactva. Evropskému významu se ostrovu dostalo díky hnízdištím ptáků Puffinus puffinus a Pyrrhocorax a stejně také pro stanoviště vzácných rostlin.